# 담양군수
담양군수는 전라남도 담양군의 군수이다.

### 임명직 군수
| 대수 | 이름   | 임기                             |
| ---- | ------ | -------------------------------- |
| 초대 | 김동호 | 1948년 12월 11일~1949년 11월 8일 |
| 2대  | 강대혁 | 1949년 6월 13일~1950년 5월 14일  |
| 3대  | 박홍규 | 1950년 5월 15일~ 1952년 6월 24일 |
| 4대  | 백남복 | 1952년 6월 25일~1953년 12월 27일 |
| 5대  | 이상관 | 1954년 1월 12일~1954년 2월 17일  |
| 6대  | 박종환 | 1954년 3월 17일~1957년 4월 1일   |
| 7대  | 김보균 | 1957년 4월 2일~1959년 8월 23일   |
| 8대  | 이용익 | 1959년 8월 24일~1959년 11월 11일 |
| 9대  | 이해영 | 1959년 11월 12일~1960년 2월 7일  |
| 10대 | 박형윤 | 1960년 2월 8일~1960년 5월 22일   |
| 11대 | 박종국 | 1960년 5월 26일~1961년 6월 15일  |
| 12대 | 김태삼 | 1961년 6월 16일~1961년 10월 30일 |
| 13대 | 김석중 | 1961년 11월 1일~1962년 7월 23일  |
| 14대 | 이봉구 | 1962년 7월 24일~1964년 6월 22일  |
| 15대 | 박남칠 | 1964년 6월 23일~1966년 7월 19일  |
| 16대 | 이상로 | 1966년 7월 20일~1968년 4월 30일  |
| 17대 | 이철수 | 1968년 6월 15일~1969년 5월 6일   |
| 18대 | 민경기 | 1969년 5월 7일~1971년 8월 20일   |
| 19대 | 김기희 | 1971년 8월 21일~1973년 7월 28일  |
| 20대 | 이준형 | 1973년 8월 9일~1975년 4월 9일    |
| 21대 | 김호윤 | 1975년 4월 10일~1975년 12월 30일 |
| 22대 | 김석곤 | 1975년 12월 31일~1977년 2월 18일 |
| 23대 | 안주섭 | 1977년 2월 19일~1979년 7월 27일  |
| 24대 | 신계우 | 1979년 7월 28일~1981년 12월 24일 |
| 25대 | 이용호 | 1981년 12월 25일~1983년 4월 13일 |
| 26대 | 박정웅 | 1983년 4월 14일~1983년 10월 24일 |
| 27대 | 백주원 | 1983년 10월 25일~1986년 3월 7일  |
| 28대 | 김재홍 | 1986년 3월 8일~1986년 10월 31일  |
| 29대 | 김한동 | 1986년 11월 1일~1988년 6월 10일  |
| 30대 | 김재웅 | 1988년 6월 11일~1989년 12월 27일 |
| 31대 | 이윤하 | 1989년 12월 28일~1991년 1월 13일 |
| 32대 | 박준식 | 1991년 1월 14일~1991년 7월 15일  |
| 33대 | 김해권 | 1991년 7월 16일~1993년 3월 28일  |
| 34대 | 이광수 | 1993년 3월 29일~1994년 1월 2일   |
| 35대 | 노병인 | 1994년 1월 3일~1994년 12월 31일  |
| 36대 | 진종근 | 1995년 1월 1일~1995년 6월 30일   |

### 민선 군수
| 대수     | 이름   | 임기                            | 비고                         |
| -------- | ------ | ------------------------------- | ---------------------------- |
| 37대     | 문경규 | 1995년 7월 1일~1998년 6월 30일  |                              |
| 38대     | 문경규 | 1998년 7월 1일~2002년 6월 30일  |                              |
| 39대     | 최형식 | 2002년 7월 1일~2006년 6월 30일  |                              |
| 40대     | 이정섭 | 2006년 7월 1일~2009년 9월 24일  | 뇌물죄 혐의로 군수직 상실.   |
| 권한대행 | 주영찬 | 2009년 9월 25일~2010년 6월 30일 |                              |
| 41대     | 최형식 | 2010년 7월 1일~2014년 6월 30일  |                              |
| 42대     | 최형식 | 2014년 7월 1일~2018년 6월 30일  |                              |
| 43대     | 최형식 | 2018년 7월 1일~2022년 6월 30일  |                              |
| 44대     | 이병노 | 2022년 7월 1일~2025년 2월 13일  | 공직 선거법 위반 군수직 상실 |
| 권한대행 | 정광선 | 2025년 13일~2025년 4월 2일      |                              |
| 45대     | 정철원 | 2025년 4월 3일 ~ 현재           | [ 1 ]                        |

## 같이 보기
- 담양군수 선거